# Romitorio di San Francesco Saverio
Il romitorio di San Francesco Saverio, un tempo chiamato San Francesco al Monte, è un edificio sacro che si trova all'isola d'Elba, sulle pendici del Monte Maolo, nella vallata che giunge nel paese di Sant'Ilario in Campo.

## Storia e descrizione
Oggi in rovina, la struttura è intitolata al missionario spagnolo Francesco Saverio; il romitorio è affiancato alla cappella riservata al culto, caratterizzata da un pregevole altare in muratura. Alla metà del XVIII secolo il piccolo romitorio era abitato da eremiti che vestivano il tipico abito nero, mentre sul finire dello stesso secolo essi ebbero la veste dei Terziari francescani. Nel 1749 eremita fu Giovanbattista Cardelli, nel 1777 Gaspare Ammannati, nel 1798 Jaime Ortaglia di Valencia. Nel 1808 vi fu sepolto l'eremita Giovanbattista Paris di Pontedera. Interventi di restauro furono eseguiti alla metà del XIX secolo.